# Apache ActiveMQ
Apache ActiveMQ egy nyílt forráskódú (Apache 2.0 licencű) üzenetbróker, amely teljes mértékben implementálja a Java Message Service (JMS) 1.1-es verzióját.
Az Apache ActiveMQ olyan „nagyvállalati szolgáltatásokat” nyújt mint, pl. klaszterezhetőség, sokszoros üzenettárolók,  képes bármilyen adatbázist használni  JMS perzisztenciaszolgáltatóként VM, cache, és journal perzisztencia mögött egyaránt.
A Java nyelvtől eltekintve, az ActiveMQ használható még .NET-ből, C/C++-ből vagy Delphi-ből vagy olyan scriptnyelvekből, mint pl. a Perl, Python, PHP és Ruby különböző kliensek segítségével. Számos protokollal és  platformmal képes kapcsolatot teremteni beleértve számos standard alacsony szintű protokollt valamint a saját protokollját is amit, OpenWire protokollnak hívnak.
Az ActiveMQ-t olyan enterprise service bus implementációkban használják, mint pl. Apache ServiceMix, Apache Camel, és Mule.
Az ActiveMQ-t gyakran együtt használják a Apache ServiceMix-el, Apache Camel-el és Apache CXF-el a SOA infrastruktúra projektekben.
Az Apache ActiveMQ 5.3 verziójával együtt jelentették be a SPECjms2007 ipari szabvány mérésének az első eredményeit is a világon.
Négy eredményt adtak be és fogadtak el publikációra. Az eredmények különböző topológiákat fedtek le, hogy analizálják az ActiveMQ skálázhatóságát két dimenzióban.

## Fordítás
Ez a szócikk részben vagy egészben  az   Apache ActiveMQ című angol Wikipédia-szócikk ezen változatának fordításán alapul.  Az eredeti cikk szerkesztőit annak laptörténete sorolja fel. Ez a jelzés csupán a megfogalmazás eredetét és a szerzői jogokat jelzi, nem szolgál a cikkben szereplő információk forrásmegjelöléseként.